# 金沙湖街道
金沙湖街道是中华人民共和国江苏省盐城市阜宁县下辖的一个街道办事处。
2014年4月1日，江苏省人民政府批复同意撤销阜城镇，以原阜城镇城南、崔湾、南苑、孙桥、红心、和平、喻口、沙岗、营港、岗北、两合、桃园、向阳等13个居委会和中岗村委会区域设立新城街道办事处，街道办事处驻崔湾居委会澳门路691号。
2015年4月16日，盐城市人民政府批复同意将原新城街道办事处更名为金沙湖街道办事处，金沙湖街道办事处辖喻口、沙岗、营港、岗北、两合、桃园、向阳7个居委会；将原新城街道办事处城南、崔湾、南苑、孙桥、红心、和平6个居委会和中岗村委会划归阜城街道办事处管辖。

## 行政区划
金沙湖街道下辖以下村级行政区划单位：
向阳社区、桃园社区、两合社区、岗北社区、沙岗社区、营港社区和喻口社区。